# CONQUEROR
『CONQUEROR』（カンカラー）は、2019年12月11日にRevolver recordsから発売されたBAND-MAIDのスタジオ・アルバム。

## 概要
メジャーデビュー後のスタジオ・アルバムとしては3枚目となる。
「CONQUEROR」は「征服者」を意味し、前作『WORLD DOMINATION』（世界征服）に続くタイトルとなっている。小鳩ミクは「征服者になる強い意思表示を込めた」と語っている。当初考えていたタイトルは『FUTURE CONQUEROR』（未来の征服者）だったが、もっと自由に捉えられるような言葉のほうがいいんじゃないかという話になり『CONQUEROR』となった。
11曲目の「The Dragon Cries」は、デヴィッド・ボウイやT・レックスを手掛けたアメリカの音楽プロデューサーであるトニー・ヴィスコンティがプロデュースし、アルバム制作に初めて外国人が携わった。バンドに興味を持ったトニー側からのオファーで実現したコラボで、SAIKIは「連絡があった時は詐欺かと思った」という。
オリコン週間アルバムランキングでは、9位で初登場した。全米ビルボードチャートでは、「World Albums」で11位、期待の新人部門「Heatseekers」で19位、「Hard Rock Albums Sales」で25位にランクインした。
- 2021年11月3日に、初回生産限定のレコード盤が発売される[6]。

## 収録曲
| #   | タイトル                 | 作詞          | 作曲      | 編曲      | 時間 |
| --- | ------------------------ | ------------- | --------- | --------- | ---- |
| 1.  | 「PAGE」                 | 小鳩ミク      | BAND-MAID | BAND-MAID | 4:18 |
| 2.  | 「glory」                | 小鳩ミク      | BAND-MAID | BAND-MAID | 3:36 |
| 3.  | 「Liberal」              | 小鳩ミク      | BAND-MAID | BAND-MAID | 3:12 |
| 4.  | 「endless Story」        | 小鳩ミク      | BAND-MAID | BAND-MAID | 3:45 |
| 5.  | 「Mirage」               | 小鳩ミク      | BAND-MAID | BAND-MAID | 3:56 |
| 6.  | 「At the drop of a hat」 | 小鳩ミク      | BAND-MAID | BAND-MAID | 4:19 |
| 7.  | 「Wonderland」           | 小鳩ミク      | BAND-MAID | BAND-MAID | 3:55 |
| 8.  | 「azure」                | 小鳩ミク      | BAND-MAID | BAND-MAID | 2:50 |
| 9.  | 「Dilemma」              | 小鳩ミク      | BAND-MAID | BAND-MAID | 3:37 |
| 10. | 「Bubble」               | 小鳩ミク      | BAND-MAID | BAND-MAID | 3:46 |
| 11. | 「The Dragon Cries」     | Thomas Kenney | BAND-MAID | BAND-MAID | 3:56 |
| 12. | 「flying high」          | 小鳩ミク      | BAND-MAID | BAND-MAID | 3:44 |
| 13. | 「カタルシス」           | 小鳩ミク      | BAND-MAID | BAND-MAID | 3:19 |
| 14. | 「Blooming」             | 小鳩ミク      | BAND-MAID | BAND-MAID | 3:49 |
| 15. | 「輪廻」                 | 小鳩ミク      | BAND-MAID | BAND-MAID | 3:28 |

## タイアップ
glory
テレビアニメ『遊☆戯☆王VRAINS』エンディングテーマ
Bubble
テレビドラマ『パーフェクトクライム』主題歌